# Mistrovství světa v rallye 2013

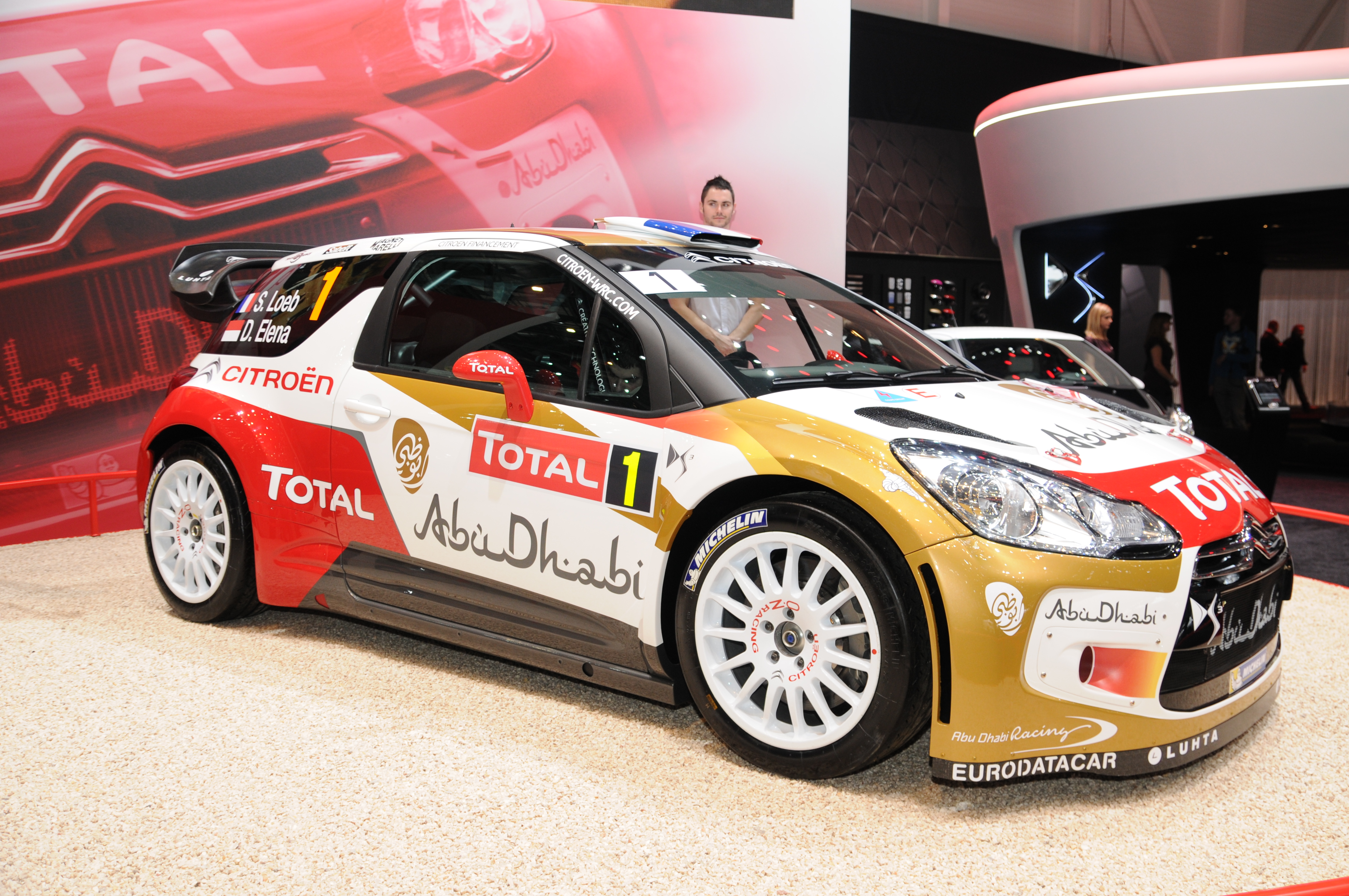
Citroen DS3 WRC

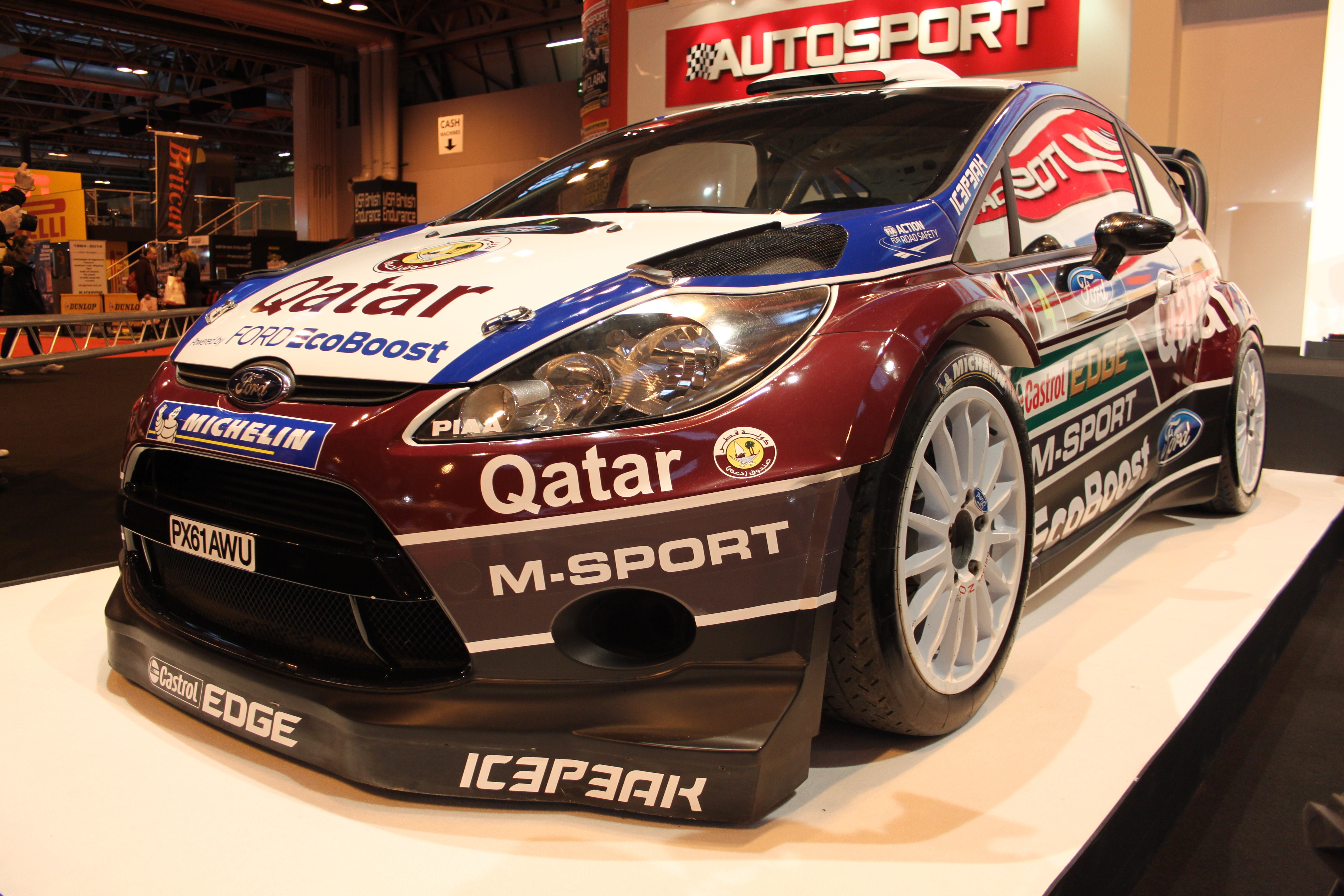
Ford Fiesta RS WRC

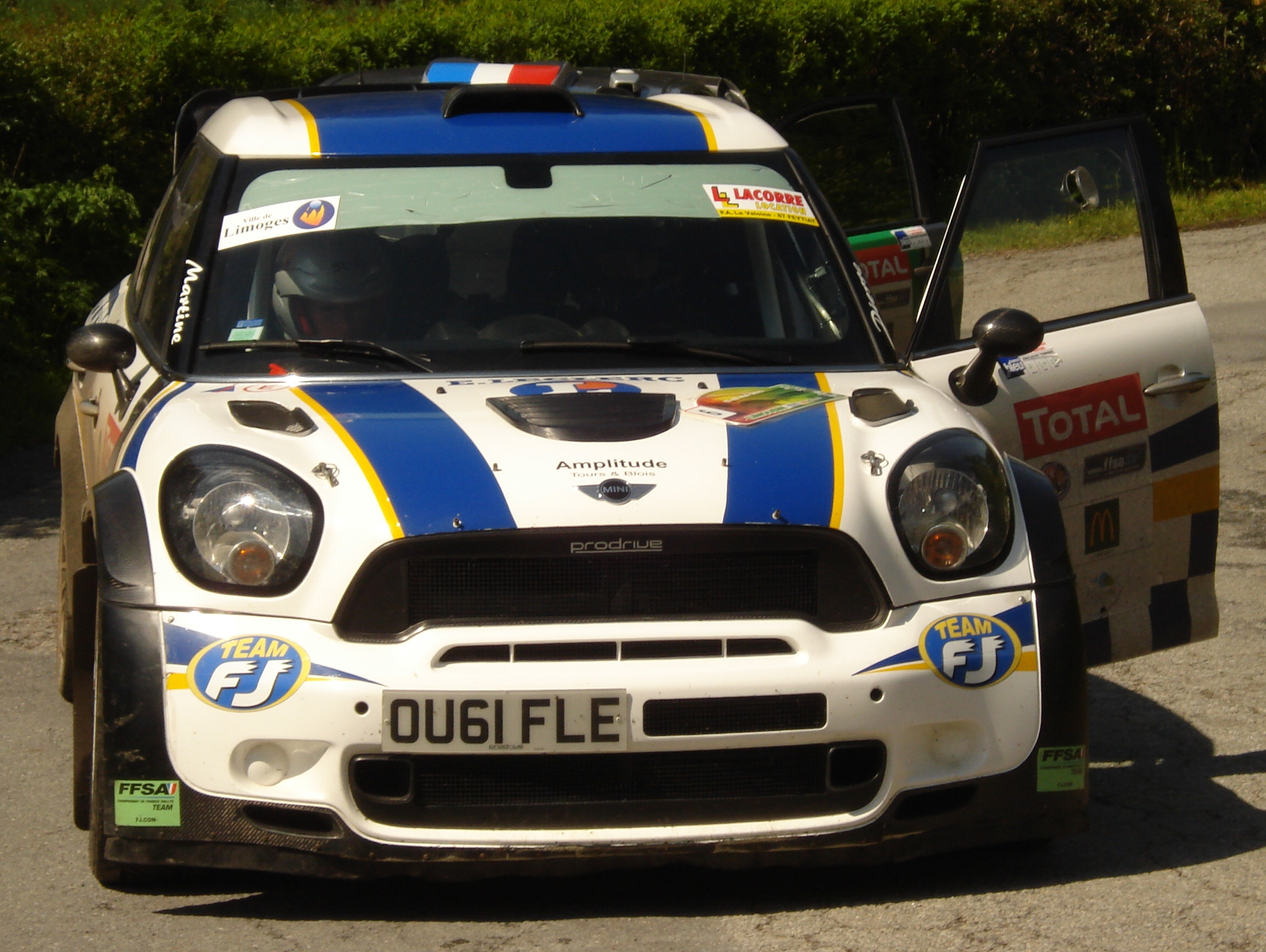
Mini John Cooper Works WRC

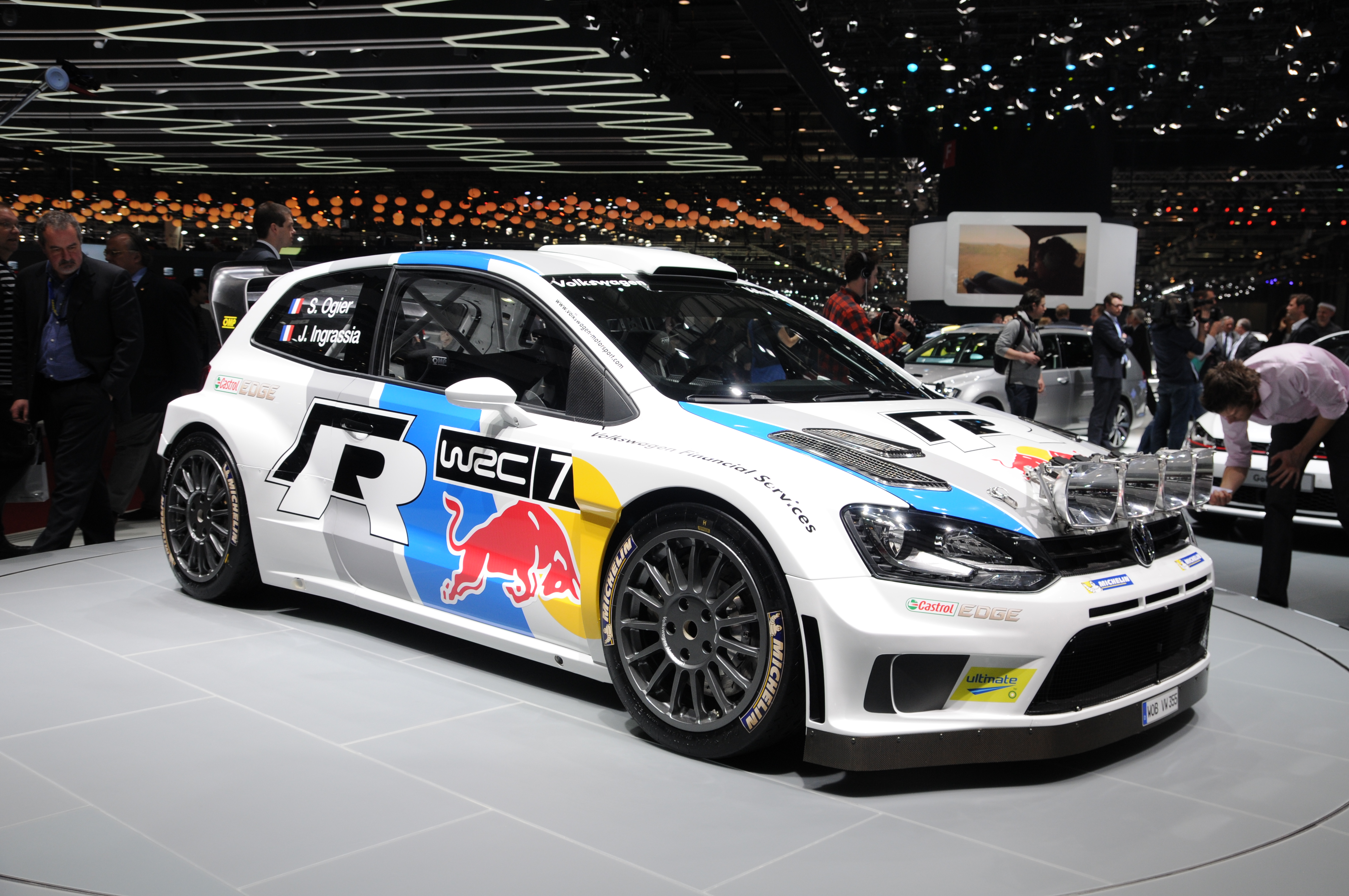
VW Polo R WRC

Mistrovství světa v rallye 2013 je název rallyového šampionátu z roku 2013. Bylo naplánováno celkem 13 soutěží na 3 kontinentech.

## Kalendář
| Poř. | Datum                  | Soutěž                  | Centrum                        | Povrch   |
| ---- | ---------------------- | ----------------------- | ------------------------------ | -------- |
| 1.   | 16.–19. ledna          | Monte Carlo Rally       | Valence, Rhône-Alpes           | smíšený  |
| 2.   | 7.–10. února           | Rally Sweden            | Hagfors, Värmland              | sníh     |
| 3.   | 8.–10. března          | Rally Mexico            | León, Guanajuato               | šotolina |
| 4.   | 11.–14. dubna          | Rally de Portugal       | Faro, Algarve                  | šotolina |
| 5.   | 3.–5. května           | Rally Argentina         | Villa Carlos Paz, Córdoba      | šotolina |
| 6.   | 31. května – 2. června | Acropolis Rally         | Loutraki, Korinthie            | šotolina |
| 7.   | 21.–23. řervna         | Rally Italia Sardegna   | Olbia, Gallura                 | šotolina |
| 8.   | 1.–4. srpna            | Rally Finland           | Jyväskylä, Keski-Suomi         | šotolina |
| 9.   | 23.–25. srpna          | Rallye Deutschland      | Trier, Porýní-Falc             | asfalt   |
| 10.  | 13.–15. září           | Rally Australia         | Coffs Harbour, New South Wales | šotolina |
| 11.  | 4.–6. října            | Rallye de France Alsace | Štrasburk, Alsasko             | asfalt   |
| 12.  | 25.–27. října          | Rally RACC Catalunya    | Salou, Tarragona               | smíšený  |
| 13.  | 14.–17. listopadu      | Wales Rally GB          | Deeside, Flintshire            | šotolina |

## Přihlášené týmy a jezdci

### World Rally Champiosnhip
| Týmy a jezdci přihlášení do bodování poháru konstruktérů | Týmy a jezdci přihlášení do bodování poháru konstruktérů | Týmy a jezdci přihlášení do bodování poháru konstruktérů | Týmy a jezdci přihlášení do bodování poháru konstruktérů | Týmy a jezdci přihlášení do bodování poháru konstruktérů | Týmy a jezdci přihlášení do bodování poháru konstruktérů | Týmy a jezdci přihlášení do bodování poháru konstruktérů |
| Vůz                                                      | Tým                                                      | Pneu.                                                    | St. č.                                                   | Jezdec                                                   | Spolujezdec                                              | Soutěže                                                  |
| -------------------------------------------------------- | -------------------------------------------------------- | -------------------------------------------------------- | -------------------------------------------------------- | -------------------------------------------------------- | -------------------------------------------------------- | -------------------------------------------------------- |
| Citroën (Citroën DS3 WRC)                                | Citroën Total Abu Dhabi World Rally Team                 | M                                                        | 1                                                        | Sébastien Loeb                                           | Daniel Elena                                             | 1–2, 5                                                   |
| Citroën (Citroën DS3 WRC)                                | Citroën Total Abu Dhabi World Rally Team                 | M                                                        | 2                                                        | Mikko Hirvonen                                           | Jarmo Lehtinen                                           | 1–10                                                     |
| Citroën (Citroën DS3 WRC)                                | Citroën Total Abu Dhabi World Rally Team                 | M                                                        | 3                                                        | Daniel Sordo                                             | Carlos del Barrio                                        | 3–4, 6–9                                                 |
| Citroën (Citroën DS3 WRC)                                | Citroën Total Abu Dhabi World Rally Team                 | M                                                        | 3                                                        | Kris Meeke                                               | Chris Patterson                                          | 10                                                       |
| Citroën (Citroën DS3 WRC)                                | Abu Dhabi Citroën Total World Rally Team                 | M                                                        | 10                                                       | Daniel Sordo                                             | Carlos del Barrio                                        | 1, 5                                                     |
| Citroën (Citroën DS3 WRC)                                | Abu Dhabi Citroën Total World Rally Team                 | M                                                        | 10                                                       | Khalid Al Qassimi                                        | Scott Martin                                             | 2, 4, 6–7, 9–10                                          |
| Citroën (Citroën DS3 WRC)                                | Abu Dhabi Citroën Total World Rally Team                 | M                                                        | 10                                                       | Chris Atkinson                                           | Stéphane Prévot                                          | 3                                                        |
| Citroën (Citroën DS3 WRC)                                | Abu Dhabi Citroën Total World Rally Team                 | M                                                        | 10                                                       | Kris Meeke                                               | Chris Patterson                                          | 8                                                        |
| Ford (Ford Fiesta RS WRC)                                | Qatar M-Sport World Rally Team                           | M                                                        | 4                                                        | Mads Østberg                                             | Jonas Andersson                                          | 1–10                                                     |
| Ford (Ford Fiesta RS WRC)                                | Qatar M-Sport World Rally Team                           | M                                                        | 5                                                        | Jevgenij Novikov                                         | Ilka Minor-Petrasko                                      | 1–10                                                     |
| Ford (Ford Fiesta RS WRC)                                | Qatar World Rally Team                                   | M                                                        | 6                                                        | Juho Hänninen                                            | Tomi Tuominen                                            | 1                                                        |
| Ford (Ford Fiesta RS WRC)                                | Qatar World Rally Team                                   | M                                                        | 6                                                        | Nasser Al-Attiyah                                        | Giovanni Bernacchini                                     | 3, 6, 9                                                  |
| Ford (Ford Fiesta RS WRC)                                | Qatar World Rally Team                                   | M                                                        | 11                                                       | Thierry Neuville                                         | Nicolas Gilsoul                                          | 1–10                                                     |
| Ford (Ford Fiesta RS WRC)                                | Jipocar Czech National Team                              | D                                                        | 21                                                       | Martin Prokop                                            | Michal Ernst                                             | 2–4                                                      |
| Ford (Ford Fiesta RS WRC)                                | Jipocar Czech National Team                              | M                                                        | 21                                                       | Martin Prokop                                            | Michal Ernst                                             | 5–9                                                      |
| Ford (Ford Fiesta RS WRC)                                | Lotos Team WRC                                           | M                                                        | 12                                                       | Michał Kościuszko                                        | Maciek Szczepaniak                                       | 7, 9                                                     |
| Mini John Cooper WRC                                     | Lotos Team WRC                                           | D                                                        | 12                                                       | Michał Kościuszko                                        | Maciek Szczepaniak                                       | 1–5                                                      |
| Volkswagen (Volkswagen Polo R WRC)                       | Volkswagen Motorsport                                    | M                                                        | 7                                                        | Jari-Matti Latvala                                       | Miikka Anttila                                           | 1–10                                                     |
| Volkswagen (Volkswagen Polo R WRC)                       | Volkswagen Motorsport                                    | M                                                        | 8                                                        | Sébastien Ogier                                          | Julien Ingrassia                                         | 1–10                                                     |
| Volkswagen (Volkswagen Polo R WRC)                       | Volkswagen Motorsport II                                 | M                                                        | 9                                                        | Andreas Mikkelsen                                        | Mikko Markkula                                           | 4–7, 10                                                  |

| Týmy a jezdci nepřihlášené do bodování poháru konstruktéru | Týmy a jezdci nepřihlášené do bodování poháru konstruktéru | Týmy a jezdci nepřihlášené do bodování poháru konstruktéru | Týmy a jezdci nepřihlášené do bodování poháru konstruktéru | Týmy a jezdci nepřihlášené do bodování poháru konstruktéru | Týmy a jezdci nepřihlášené do bodování poháru konstruktéru | Týmy a jezdci nepřihlášené do bodování poháru konstruktéru |
| Vůz                                                        | Tým                                                        | Pneu.                                                      | st. č.                                                     | Jezdec                                                     | Spolujezdec                                                | Soutěže                                                    |
| ---------------------------------------------------------- | ---------------------------------------------------------- | ---------------------------------------------------------- | ---------------------------------------------------------- | ---------------------------------------------------------- | ---------------------------------------------------------- | ---------------------------------------------------------- |
| Citroën (Citroën DS3 WRC)                                  | Bryan Bouffier                                             | M                                                          | 22                                                         | Bryan Bouffier                                             | Xavier Panseri                                             | 1                                                          |
| Citroën (Citroën DS3 WRC)                                  | Abu Dhabi Citroën Total World Rally Team                   | M                                                          | 14                                                         | Dani Sordo                                                 | Carlos del Barrio                                          | 2                                                          |
| Citroën (Citroën DS3 WRC)                                  | Benito Guerra, Jr.                                         | M                                                          | 14                                                         | Benito Guerra                                              | Borja Rozada                                               | 3                                                          |
| Ford (Ford Fiesta RS WRC)                                  | Jipocar Czech National Team                                | D                                                          | 21                                                         | Martin Prokop                                              | Michal Ernst                                               | 1                                                          |
| Ford (Ford Fiesta RS WRC)                                  | Julien Maurin                                              | M                                                          | 24                                                         | Julien Maurin                                              | Nicolas Klinger                                            | 1                                                          |
| Ford (Ford Fiesta RS WRC)                                  | Qatar World Rally Team                                     | M                                                          | 6                                                          | Matthew Wilson                                             | Giovanni Bernacchini                                       | 2                                                          |
| Ford (Ford Fiesta RS WRC)                                  | Qatar World Rally Team                                     | M                                                          | 6                                                          | Nasser Al-Attiyah                                          | Giovanni Bernacchini                                       | 4                                                          |
| Ford (Ford Fiesta RS WRC)                                  | Qatar World Rally Team                                     | M                                                          | 6                                                          | Elfyn Evans                                                | Giovanni Bernacchini                                       | 7                                                          |
| Ford (Ford Fiesta RS WRC)                                  | Qatar World Rally Team                                     | M                                                          | 15                                                         | Juho Hänninen                                              | Tomi Tuominen                                              | 2                                                          |
| Ford (Ford Fiesta RS WRC)                                  | Qatar World Rally Team                                     | M                                                          | 15                                                         | Dennis Kuipers                                             | Robin Buysmans                                             | 4                                                          |
| Ford (Ford Fiesta RS WRC)                                  | Qatar World Rally Team                                     | M                                                          | 23                                                         | Gabriel Pozzo                                              | Daniel Stillo                                              | 5                                                          |
| Ford (Ford Fiesta RS WRC)                                  | Henning Solberg                                            | M                                                          | 16                                                         | Henning Solberg                                            | Emil Axelsson                                              | 2                                                          |
| Ford (Ford Fiesta RS WRC)                                  | Pontus Tidemand                                            | M                                                          | 22                                                         | Pontus Tidemand                                            | Ola Fløene                                                 | 2                                                          |
| Ford (Ford Fiesta RS WRC)                                  | Autotek Motorsport                                         | D                                                          | 25                                                         | Jari Ketomaa                                               | Kaj Lindström                                              | 2                                                          |
| Ford (Ford Fiesta RS WRC)                                  | Hasse Gustafsson                                           | M                                                          | 27                                                         | Hasse Gustafsson                                           | Mikael Johansson                                           | 2                                                          |
| Ford (Ford Fiesta RS WRC)                                  | AT Rally Team                                              | M                                                          | 28                                                         | Oleksiy Tamrazov                                           | Pavlo Cherepin                                             | 2                                                          |
| Ford (Ford Fiesta RS WRC)                                  | AT Rally Team                                              | M                                                          | 22                                                         | Per-Gunnar Andersson                                       | Emil Axelsson                                              | 7, 9                                                       |
| Ford (Ford Fiesta RS WRC)                                  | AT Rally Team                                              | M                                                          | 23                                                         | Per-Gunnar Andersson                                       | Emil Axelsson                                              | 8                                                          |
| Ford (Ford Fiesta RS WRC)                                  | Hoonigan Racing Division                                   | M                                                          | 43                                                         | Ken Block                                                  | Alex Gelsomino                                             | 3                                                          |
| Ford (Ford Fiesta RS WRC)                                  | Stohl Racing                                               | M                                                          | 22                                                         | Daniel Oliveira                                            | Carlos Margalhaes                                          | 5                                                          |
| Ford (Ford Fiesta RS WRC)                                  | Juho Hänninen                                              | M                                                          | 24                                                         | Juho Hänninen                                              | Tomi Tuominen                                              | 8                                                          |
| Mini (Mini John Cooper Works WRC)                          | Prodrive WRC Team                                          | M                                                          | 22                                                         | Jarkko Nikara                                              | Jarkko Kalliolepo                                          | 8                                                          |
| Mini (Mini John Cooper Works WRC)                          | Prodrive WRC Team                                          | M                                                          | 23                                                         | Jarkko Nikara                                              | Jarkko Kalliolepo                                          | 2                                                          |
| Mini (Mini John Cooper Works WRC)                          | ST Motors Oy                                               | M                                                          | 25                                                         | Riku Tahko                                                 | Markus Soininen                                            | 8                                                          |
| Mini (Mini John Cooper Works WRC)                          | Nathan Quinn                                               | TBA                                                        | 22                                                         | Nathan Quinn                                               | David Green                                                | 10                                                         |
| Volkswagen (Volkswagen Polo R WRC)                         | Volkswagen Motorsport II                                   | M                                                          | 9                                                          | Andreas Mikkelsen                                          | Mikko Markkula                                             | 8                                                          |

### World Rally Championship 2
| Tým                            | Auto                         | Pneu. | St. č. | Jezdec                | Spolujezdec            | Třída | Soutěže       |
| ------------------------------ | ---------------------------- | ----- | ------ | --------------------- | ---------------------- | ----- | ------------- |
| Škoda Motorsport               | Škoda Fabia S2000            | M     | 31     | Esapekka Lappi        | Janne Ferm             | 2     | 1, 4          |
| Škoda Auto Deutschland         | Škoda Fabia S2000            | M     | 32     | Sepp Wiegand          | Frank Christian        | 2     | 1–2, 4, 7, 9  |
| Stohl Racing                   | Subaru Impreza WRX STi       | M     | 33     | Armin Kremer          | Klaus Wicha            | 3     | 1, 3, 5, 7    |
| Stohl Racing                   | Ford Fiesta RRC              | M     | 33     | Armin Kremer          | Klaus Wicha            | 2     | 9             |
| Symtech Racing                 | Peugeot 207 S2000            | M     | 34     | Luca Betti            | Francesco Pezzoli      | 2     | 1             |
| Symtech Racing                 | Subaru Impreza STi R4        | M     | 34     | Yuriy Protasov        | Kuldar Sikk            | 2     | 2–3, 5        |
| Symtech Racing                 | Subaru Impreza STi R4        | M     | 39     | Yuriy Protasov        | Kuldar Sikk            | 2     | 1             |
| Yazeed Racing                  | Ford Fiesta RRC              | M     | 35     | Yazeed Al-Rajhi       | Michael Orr            | 2     | 2, 8, 10      |
| Skydive Dubai Rally Team       | Škoda Fabia S2000            | D     | 36     | Rashid al Ketbi       | Karina Hepperle        | 2     | 1–2, 4, 6     |
| Skydive Dubai Rally Team       | Ford Fiesta R5               | D     | 36     | Rashid al Ketbi       | Karina Hepperle        | 2     | 9             |
| Lorenzo Bertelli               | Subaru Impreza WRX STi       | M     | 37     | Lorenzo Bertelli      | Lorenzo Granai         | 3     | 1, 3          |
| Lorenzo Bertelli               | Subaru Impreza WRX STi       | M     | 37     | Lorenzo Bertelli      | Mitia Dotta            | 3     | 5             |
| Lorenzo Bertelli               | Ford Fiesta RRC              | M     | 37     | Lorenzo Bertelli      | Mitia Dotta            | 2     | 6–7           |
| Moto Club Igualda              | Mitsubishi Lancer Evo X      | M     | 38     | Ricardo Triviño       | Alex Haro              | 3     | 1–3           |
| Moto Club Igualda              | Mitsubishi Lancer Evo IX     | M     | 38     | Ricardo Triviño       | Alex Haro              | 3     | 5–6           |
| Moto Club Igualda              | Subaru Impreza WRX STi       | M     | 38     | Ricardo Triviño       | Alex Haro              | 3     | 9             |
| Arman Smailov                  | Subaru Impreza WRX STi       | M     | 40     | Arman Smailov         | Andrei Rusov           | 3     | 2, 4, 6–8, 10 |
| Nicolàs Fuchs                  | Mitsubishi Lancer Evo X      | D     | 41     | Nicolàs Fuchs         | Fernando Mussano       | 3     | 2, 4, 6–7     |
| Nicolàs Fuchs                  | Mitsubishi Lancer Evo IX     | D     | 41     | Nicolàs Fuchs         | Fernando Mussano       | 3     | 3, 5          |
| Anders Grøndal                 | Subaru Impreza WRX STi       | M     | 42     | Anders Grøndal        | Trond Svensden         | 3     | 2             |
| Semerád Rally Team             | Mitsubishi Lancer Evo IX     | D     | 43     | Martin Hudec          | Jakub Kotál            | 3     | 2, 8          |
| Proton Motorsports             | Proton Satria Neo S2000      | TBA   | 44     | TBA                   | TBA                    | 2     | TBA           |
| Alexander Villanueva           | Mitsubishi Lancer Evo X      | M     | 45     | Alexander Villanueva  | Óscar Sánchez          | 3     | 2, 4, 6       |
| Alexander Villanueva           | Mitsubishi Lancer Evo X      | D     | 45     | Alexander Villanueva  | Óscar Sánchez          | 3     | 8             |
| Marco Vallario                 | Mitsubishi Lancer Evo X      | D     | 46     | Marco Vallario        | Antonio Pascale        | 3     | 2, 6–7, 9     |
| Marco Vallario                 | Mitsubishi Lancer Evo X      | D     | 46     | Marco Vallario        | Manuela Di Lorenzo     | 3     | 4             |
| DMACK-Autotek                  | Ford Fiesta RRC              | D     | 47     | Eyvind Brynildsen     | Anders Fredriksson     | 2     | 2             |
| DMACK-Autotek                  | Ford Fiesta R5               | D     | 47     | Eyvind Brynildsen     | Maria Andersson        | 2     | 8, 9          |
| DMACK-Autotek                  | Ford Fiesta R5               | D     | 88     | Jari Ketomaa          | Marko Sallinen         | 2     | 8             |
| Seashore Qatar Rally Team      | Ford Fiesta RRC              | M     | 48     | Abdulaziz Al-Kuwari   | Killian Duffy          | 2     | 3–7, 10       |
| Mentos Ascania Racing          | Mini John Cooper Works S2000 | P     | 49     | Oleksiy Kikireshko    | Sergei Larens          | 2     | 4, 6–8        |
| Mentos Ascania Racing          | Mini John Cooper Works S2000 | P     | 50     | Valeriy Gorban        | Volodymir Korsia       | 2     | 4, 6–8        |
| Motortune Racing               | Ford Fiesta RRC              | M     | 71     | Ala'a Rasheed         | Joseph Matar           | 2     | 4             |
| Motortune Racing               | Ford Fiesta RRC              | D     | 71     | Ala'a Rasheed         | Joseph Matar           | 2     | 6–7           |
| Juan Carlos Alonso             | Mitsubishi Lancer Evo X      | D     | 72     | Juan Carlos Alonso    | Juan Pablo Monasterolo | 3     | 4–8           |
| Nikita Kondrakhin              | Škoda Fabia S2000            | M     | 73     | Nikita Kondrakhin     | Danilo Fappani         | 2     | 4             |
| Robert Kubica                  | Citroën DS3 RRC              | M     | 74     | Robert Kubica         | Maciek Baran           | 2     | 4, 6–9        |
| Qatar M-Sport World Rally Team | Ford Fiesta RRC              | M     | 75     | Elfyn Evans           | Daniel Barritt         | 2     | 4             |
| Qatar M-Sport World Rally Team | Ford Fiesta R5               | M     | 75     | Elfyn Evans           | Daniel Barritt         | 2     | 8–9           |
| Bosowa Rally Team              | Ford Fiesta RRC              | M     | 76     | Subhan Aksa           | Nicola Arena           | 2     | 4, 6          |
| Bosowa Rally Team              | Ford Fiesta R5               | M     | 76     | Subhan Aksa           | Nicola Arena           | 2     | 9–10          |
| Top Run SRL                    | Subaru Impreza WRX STi       | M     | 77     | Marcos Ligato         | Rubén García           | 3     | 4–5           |
| E2 Tre Colli World Rally Team  | Ford Fiesta RRC              | M     | 78     | Edoardo Bresolin      | Rudy Pollet            | 2     | 4, 8          |
| Robert Barrable                | Ford Fiesta S2000            | D     | 79     | Robert Barrable       | Stuart Loudon          | 2     | 4             |
| Robert Barrable                | Ford Fiesta R5               | D     | 79     | Robert Barrable       | Stuart Loudon          | 2     | 8–9           |
| Oleksandr Saliuk               | Škoda Fabia S2000            | M     | 80     | Oleksandr Saliuk      | Yevgen Chervonenko     | 2     | TBA           |
| MM Motorsport                  | Ford Fiesta RRC              | M     | 82     | Yuriy Protasov        | Kuldar Sikk            | 2     | 6–7           |
| MM Motorsport                  | Ford Fiesta R5               | M     | 82     | Yuriy Protasov        | Kuldar Sikk            | 2     | 10            |
| MM Motorsport                  | Ford Fiesta R5               | M     | 82     | Karl Kruuda           | Martin Järveoja        | 2     | 8–9           |
| Oleksiy Tamrazov               | Ford Fiesta RRC              | M     | 83     | Oleksiy Tamrazov      | Pavlo Cherepin         | 2     | 6             |
| Hayden Paddon                  | Škoda Fabia S2000            | M     | 84     | Hayden Paddon         | John Kennard           | 2     | 8–10          |
| Hannu's Rally Team             | Subaru Impreza STi R4        | M     | 85     | Juha Salo             | Marko Salminen         | 2     | 8             |
| Hannu's Rally Team             | Subaru Impreza STi R4        | M     | 89     | Mikko Lehessaari      | Lassi Hartikainen      | 2     | 8             |
| Carlos Garcia Fessmann         | Mitsubishi Lancer Evo X      | D     | 86     | Carlos Garcia Fessman | Marcelo Der Ohannesian | 3     | 8             |
| Carlos Garcia Fessmann         | Mitsubishi Lancer Evo X      | D     | 86     | Carlos Garcia Fessman | Hugo Magalhaes         | 3     | 9             |
| Carlos Garcia Fessmann         | Mini John Cooper Works S2000 | D     | 86     | Carlos Garcia Fessman | Borja Rozada           | 2     | 10            |
| Jose Alexander Gelvez          | Mitsubishi Lancer Evo X      | D     | 87     | Jose Alexander Gelvez | Jose Luis Diaz         | 3     | 8, 10         |
| Esapekka Lappi                 | Škoda Fabia S2000            | M     | 90     | Esapekka Lappi        | Janne Ferm             | 2     | 8             |
| Alejandro Lombardo             | Mitsubishi Lancer Evo X      | TBA   | 91     | Alejandro Lombardo    | Alex Haro              | 3     | 10            |

| Icon | Class             |
| ---- | ----------------- |
| 2    | Skupina R (R4/R5) |
| 2    | Skupina R (R4/R5) |
| 2    | Super 2000        |
| 3    | Skupina N         |

### World Rally Championship 3
| Tým                           | Vůz             | Pneu. | St. č. | Jezdec               | Spolujezdec         | Třída | Soutěže |
| ----------------------------- | --------------- | ----- | ------ | -------------------- | ------------------- | ----- | ------- |
| Sébastien Chardonnet          | Citroën DS3 R3T | M     | 51     | Sébastien Chardonnet | Thibault de la Haye | R3T   | 1       |
| Sébastien Chardonnet          | Citroën DS3 R3T | P     | 51     | Sébastien Chardonnet | Thibault de la Haye | R3T   | 4, 7–9  |
| Quentin Gilbert               | Citroën DS3 R3T | P     | 52     | Quentin Gilbert      | Isabelle Galmiche   | R3T   | 4, 7–9  |
| Saintéloc Racing              | Citroën DS3 R3T | M     | 53     | Renaud Poutot        | Ludovic Viragh      | R3T   | 1       |
| Saintéloc Racing              | Citroën DS3 R3T | P     | 53     | Alastair Fisher      | Gordon Noble        | R3T   | 4, 7–8  |
| Saintéloc Racing              | Citroën DS3 R3T | P     | 61     | Simone Campedelli    | Matteo Chiarcossi   | R3T   | 4       |
| Saintéloc Racing              | Citroën DS3 R3T | P     | 61     | Simone Campedelli    | Danilo Fappani      | R3T   | 7–9     |
| Clark Sports                  | Citroën DS3 R3T | M     | 54     | Malcolm Clark        | Matthew Bacon       | R3T   | TBA     |
| Team Rally GB                 | Ford Fiesta R2  | TBA   | 55     | Louise Cook          | Stefan Davis        | R2    | TBA     |
| Francesco Parli               | Citroën DS3 R3T | P     | 56     | Francesco Parli      | Tania Canton        | R3T   | 4, 7    |
| Federico Della Casa           | Citroën DS3 R3T | P     | 57     | Federico della Casa  | Marco Menchini      | R3T   | 4, 7–9  |
| ADAC Team Weser-Ems           | Citroën DS3 R3T | P     | 58     | Christian Riedemann  | Lara Vanneste       | R3T   | 4, 7–9  |
| Bryan Bouffier                | Citroën DS3 R3T | P     | 59     | Bryan Bouffier       | Xavier Panseri      | R3T   | 4, 7    |
| Charles Hurst Citroën Belfast | Citroën DS3 R3T | P     | 60     | Keith Cronin         | Marshall Clarke     | R3T   | 4, 7–9  |
| Stéphane Consani              | Citroën DS3 R3T | P     | 62     | Stéphane Consani     | Maxime Vilmot       | R3T   | 7       |
| Stéphane Consani              | Citroën DS3 R3T | P     | 62     | Stéphane Consani     | Benjamin Veillas    | R3T   | 8       |
| Jussi Vainionpää              | Citroën DS3 R3T | P     | 63     | Jussi Vainionpää     | Mika Juntunen       | R3T   | 8       |
| Mohammed Al Mutawaa           | Citroën DS3 R3T | TBA   | 64     | Mohamed Al Mutawaa   | Stephen McAuley     | R3T   | 9       |

| Icon | Class     |
| ---- | --------- |
| R1   | Skupina R |
| R2   | Skupina R |
| R3   | Skupina R |

### Junior World Rally Championship
| Tým                       | St. č. | Jezdec                    | Spolujezdec       | Soutěže |
| ------------------------- | ------ | ------------------------- | ----------------- | ------- |
| Sander Pärn               | 100    | Sander Pärn               | Ken Järveoja      | 1–4     |
| Pontus Tidemand           | 102    | Pontus Tidemand           | Ola Fløene        | 1–4     |
| Styllex Motorsport        | 103    | Martin Koči               | Petr Starý        | 1–4     |
| Andreas Amberg            | 104    | Andreas Amberg            | Mikko Lukka       | 1–3     |
| ACSM Rallye Team          | 105    | José Antonio Suárez       | Cándido Carrera   | 1–4     |
| Castrol Ford Team Türkiye | 106    | Murat Bostancı            | Onur Vatansever   | 1–4     |
| Michaël Burri             | 107    | Michaël Burri             | Gabin Moreau      | 1–4     |
| Niko-Pekka Nieminen       | 108    | Niko-Pekka Nieminen       | Mikael Korhonen   | 1–2, 4  |
| Niko-Pekka Nieminen       | 108    | Niko-Pekka Nieminen       | Ari Koponen       | 3       |
| Marius Aasen              | 109    | Marius Aasen              | Marlene Engan     | 1–4     |
| Yeray Lemes               | 110    | Yeray Lemes               | Rogelio Peñate    | 1–4     |
| Pieter-Jan-Michiel Cracco | 111    | Pieter-Jan-Michiel Cracco | Frederic Miclotte | 4       |

## Technika

### WRC
- Citroen DS3 WRC
- Ford Fiesta RS WRC
- Mini John Cooper Works WRC
- Volkswagen Polo R WRC

### WRC 2
- Škoda Fabia S2000
- Ford Fiesta RRC/Fiesta S2000
- Mitsubishi Lancer Evo IX/Evo X
- Subaru Impreza STi
- Peugeot 207 S2000
- Mini Cooper S2000 1.6T